# Scutellinia scutellata

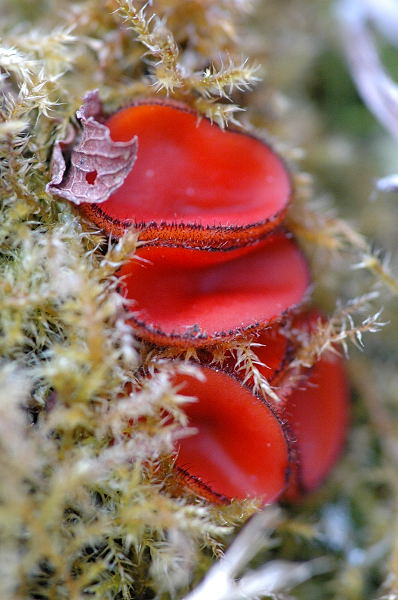

Скутелінія скутеллата (Scutellinia scutellata) — вид грибів роду Скутеллініа (Scutellinia). Гриб класифіковано у 1887 році.

## Будова
Червоні молоді плодові тіла мають сферичну форму. Тіло дорослого гриба має форму чашки до 1 см у діаметрі. По краю розміщені волосиноподібні вирости у вигляді вій на оці людини.

## Поширення та середовище існування
Поширений у Європі та Північній Америці. Знайдений у Індії та Новій Гвінеї. Росте на відмерлій деревині.

## Практичне використання
Є відомості, що це їстівний гриб. Проте його розмір такий малий, що практична цінність його сумнівна.